# Nazjir Held
Nazjir Held (Willemstad, 9 februari 2005) is een Curaçaos voetballer die doorgaans als linkervleugelverderdiger speelt en onder contract staat bij FC Utrecht.

## Clubcarrière
Held speelde in de jeugd bij Excellence in Willemstad, waarna hij in 2015 naar de jeugdopleiding van FC Utrecht vertrok. Daar doorliep hij de verschillende jeugdelftallen, waarna op 24 april 2023 tegen Jong Ajax (1–0 winst) zijn debuut voor Jong FC Utrecht volgde. Op 4 september 2023 tekende Held zijn eerste profcontract, waarmee hij tot medio 2026 aan de club werd verbonden. Hij maakte zijn eerste doelpunt voor Jong Utrecht op 25 augustus 2023, in een met 4-1 verloren wedstrijd tegen VVV-Venlo.
Held maakte zijn debuut voor het eerste van FC Utrecht op 7 april 2024, tegen sc Heerenveen. Hij kwam na 66 minuten in de ploeg voor Mark van der Maarel. De wedstrijd werd met 3-2 gewonnen.

## Clubstatistieken
| Seizoen                   | Club            | Competitie      | Competitie | Competitie | Overig | Overig | Totaal | Totaal |
| Seizoen                   | Club            | Competitie      | Wed.       | Dlp.       | Wed.   | Dlp.   | Wed.   | Dlp.   |
| ------------------------- | --------------- | --------------- | ---------- | ---------- | ------ | ------ | ------ | ------ |
| 2022/23                   | Jong FC Utrecht | Eerste divisie  | 3          | 0          | 0      | 0      | 3      | 0      |
| 2023/24                   | Jong FC Utrecht | Eerste divisie  | 34         | 2          | 0      | 0      | 34     | 2      |
| 2024/25                   | Jong FC Utrecht | Eerste divisie  | 31         | 0          | 0      | 0      | 31     | 0      |
| 2024/25                   | FC Utrecht      | Eredivisie      | 1          | 0          | 0      | 0      | 1      | 0      |
| Carrière totaal           | Carrière totaal | Carrière totaal | 69         | 2          | 0      | 0      | 69     | 2      |
| Bijgewerkt op 2 juli 2025 |                 |                 |            |            |        |        |        |        |